# Symfonie nr. 3 (Bate)
Stanley Bate schreef zijn Symfonie nr. 3 opus 29 in New York in 1940.
Bate had geen succes met zijn symfonieën. De eerste symfonie schreef hij al tijdens zijn studententijd. De tweede kreeg weinig belangstelling. Deze derde kwam tot stand tijdens zijn verblijf in de Verenigde Staten en moest veertien jaar wachten op uitvoering. Nummer vier kreeg zelfs geen opusnummer meer mee.
Bate verbleef tijdens de Tweede Wereldoorlog in de VS. Hij was voorafgaand aan die oorlog op “wereldreis” en kon niet meer terug. Tijdens zijn verblijf in de VS werd een aantal werken van hem aldaar uitgevoerd, maar dit werk niet. Het wordt gezien als Bates oorlogssymfonie, alhoewel het dus geschreven is in een land dat nog niet deelnam aan die oorlog. Bate droeg het werk ten slotte op aan dirigent John Barbirolli, die de eerste uitvoering verzorgde met zijn Hallé Orchestra tijdens een muziekfestival in Cheltenham op 14 juli 1954. Vervolgens kwam al snel de Amerikaanse première door een orkest uit Oklahoma City (niet een van de grote orkesten in de VS). Er zijn nog een aantal uitvoeringen bekend, maar daarna verdween het van het repertoire.
De symfonie kent drie delen, die achter elkaar doorgespeeld worden:
1. Moderato – piu mosso
2. Andante
3. Presto – Adadgio – Tempo I

De muziek is nogal roerig en doet sterk denken aan de elfde symfonie van Dmitri Sjostakovitsj. Er kan echter geen sprake zijn van dat Bate motieven van de Rus heeft geleend. De muziek van Sjostakovitsj kwam pas in 1957 in gedrukte vorm.
Bate schreef zijn symfonie voor een standaard symfonieorkest:
- 2 dwarsfluiten, 2 hobo’s, 2 klarinetten, 2 fagotten
- 4 hoorn, 3 trompetten, 3 trombones, 1 tuba
- pauken, percussie
- violen, altviolen, celli, contrabassen